# イギリス連邦首相会議

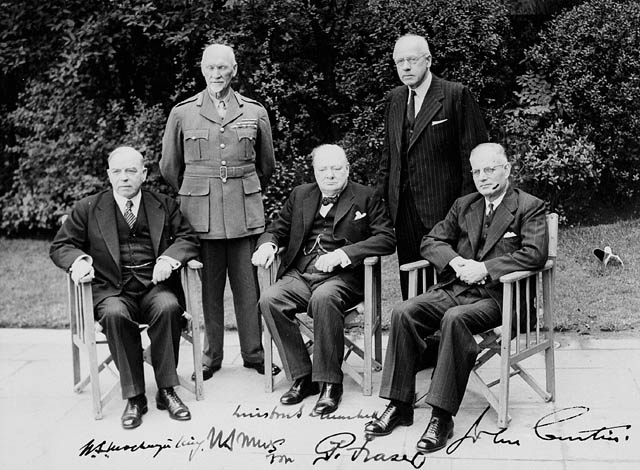
1944年のイギリス連邦会議に出席したメンバー
(左から右: ウィリアム・キング、ヤン・スマッツ、ウィンストン・チャーチル、ピーター・フレイザー、ジョン・カーティン)

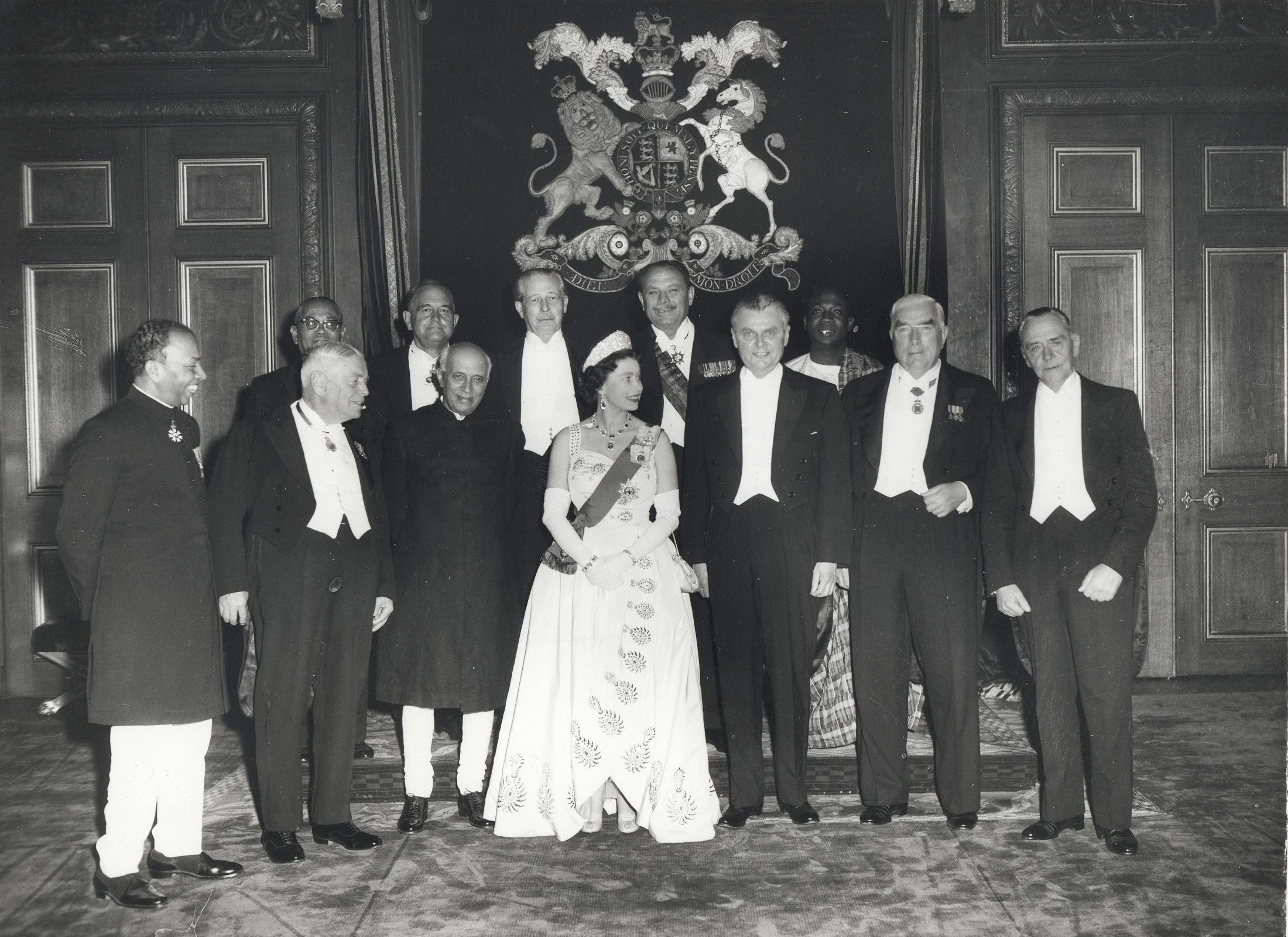
1960年、ウィンザー城で開催された会議にてエリザベス2世とともに写る諸大臣

イギリス連邦首相会議（イギリスれんぽうしゅしょうかいぎ、英語: Commonwealth Prime Ministers' Conference）は、イギリス本国の首相とイギリス連邦の首相が集まり、1944年から1969年まで2年ごとに開催された会議である。

## 概要
この会議は1887年から1909年までの植民地会議、1911年から1937年までの帝国会議を継続したものである。1971年からはイギリス連邦首脳会議として続いていく。1944年から1969年まで全部で17回開催されており、そのうち16回はロンドンで行われた（残りの1回は、1966年1月にローデシアへの政策調整のためラゴスで開催された臨時会議である）。議題には大英帝国の継続や、外務・英連邦省の力の集中化などが上がった。この間、1945年には平和条件を議論するイギリス連邦の政治家による会議が、1952年にはイギリス連邦経済会議がそれぞれ補助会議として開催された。
最初の会議は1944年5月1日から5月16日に行われた。その議場では、第二次世界大戦による影響や軍事行動等を調整するためのことが話し合われた。連邦指導者らはモスクワ宣言に同意し、各国それぞれが連合国側の一員として役割を果たすことで合意した。
会議は主にイギリス首相、そして独立国家もしくは植民地の首相によって構成されていた。しかしこの方針は1964年の会議のときに独立国家のみに変更され、1930年代から帝国会議及び連邦会議に出席していた南ローデシアが除外された。翌年1965年には、人種差別主義者のイアン・スミス南ローデシア植民地政府首相がイギリスから派遣されていた総督を追放し、白人政権を打ち立ててイギリスからの一方的な独立を果たしている。1960年代は、連邦内に独立国家が多く見受けられるようになった。各国は連邦会議の質の向上を求めた。そして1971年、イギリス連邦首脳会議と名称変更し、初会議をロンドンではなくシンガポールで行うことにこぎつけた。

## 参加者
- ウィンストン・チャーチル(イギリス首相)
- ジョン・カーティン(オーストラリア首相)
- ピーター・フレイザー（英語版）(ニュージーランド首相)
- ウィリアム・ライアン・マッケンジー・キング(カナダ首相)
- ヤン・スマッツ(南アフリカ連邦首相)